# Univé World on Wheels-skeelercompetitie
Univé World on Wheels is een jaarlijks terugkerende landelijke skeelercompetitie gesponsord door Univé onder de auspiciën van de SBN.
De skeelercompetitie bestaat in 2006 uit 15 etappes: 
1. - 22 april - Brakel
2. - 28 april - Emmeloord
3. - 10 mei - Steenwijk
4. - 20 mei - Vorden
5. - 21 mei - Almere
6. - 21 mei - Almere
7. - 28 mei - Wolvega
8. - 24 juni - Nijkerk
9. - 1 juli - Axel
10. - 6 juli - Hoogeveen
11. - 8 juli - Staphorst
12. - 11 juli - Ommen
13. - 15 juli - Otterlo
14. - 13 augustus - Joure
15. - 16 september - Oldebroek

Deze skeelercompetitie wordt elke keer op een lokaal rondje gereden van enkele kilometers. Het geldt in de skeelercompetitie als meest prestigieuze competitie, maar ook de zwaarste. Dit komt ook, doordat enkele buitenlanders ook aan deze competitie meedoen.